# Sebastian Koto Khoarai
Sebastian Koto Khoarai, né le 11 septembre 1929 à Koaling, au Basutoland (aujourd'hui Lesotho), et mort le 17 avril 2021, est un prélat catholique, évêque de Mohale's Hoek de 1977 à 2014, créé cardinal en 2016.

## Biographie
Sebastian Koto Khoarai est né le 11 septembre 1929 à Koaling, dans le diocèse de Leribe au Lesotho. Il est ordonné prêtre pour les oblats de Marie-Immaculée (OMI) le 21 décembre 1956. 
Il est nommé premier évêque du nouveau diocèse de Mohale's Hoek le 10 novembre 1977 par Paul VI et consacré le 2 avril suivant par Mgr Alfonso Liguori Morapeli (it), archevêque de Maseru avec comme co-consécrateurs Joseph Patrick Fitzgerald (de) et Paul Khoarai. Il présente sa démission lorsqu'il atteint l'âge de 75 ans mais est maintenu à la tête du diocèse en tant qu'administrateur apostolique jusqu'à la nomination de son successeur le 11 février 2014. Il a alors plus de 84 ans dont 37 années passées à la tête du diocèse, période au cours de laquelle le nombre de catholiques du diocèse a plus que quadruplé.  
De 1982 à 1987, il préside la Conférence des évêques catholiques du Lesotho (en). 
Il est créé cardinal comme seize autres prélats lors du consistoire du 19 novembre 2016 par François qui lui attribue le titre de San Leonardo da Porto Maurizio ad Acilia nouvellement créé. Il devient ainsi le premier cardinal lésothien. Néanmoins son état de santé ne lui permettant pas le voyage pour le Vatican, c'est le nonce apostolique au Lesotho (en) Mgr Peter Bryan Wells qui lui a remis la barrette cardinalice.
Le cardinal Sebastian Koto Khoara meurt le 17 avril 2021 à 91 ans,.

## Succession apostolique
Sebastian Koto Khoarai a ordonné les évêques suivants :
- Évêque John Joale Tlhomola (en), S.C.P. (it) (2014)